# Китасэ, Ёсинори
Ёсинори Китасэ (яп. 北瀬 佳範, 23 сентября 1966) — японский игровой дизайнер, продюсер и сценарист, работающий в компании Square Enix (ранее Square Co.) с 1991 года. Наиболее известен по руководству разработкой таких игр как Final Fantasy VI, Chrono Trigger, Final Fantasy VII и Final Fantasy VIII. Выступал в качестве продюсера в Final Fantasy X и Final Fantasy X-2. На данный момент является главой производственной команды Production Team 1 и занимался продюсированием игр The 3rd Birthday и Final Fantasy XIII. Отец двух детей.

## Участие в проектах
- Final Fantasy Adventure (1991) — автор сценария
- Romancing SaGa (1992) — дизайнер карты
- Final Fantasy V (1992) — автор сценария
- Final Fantasy VI (1994) — руководитель, автор сценария
- Chrono Trigger (1995) — руководитель
- Final Fantasy VII (1997) — руководитель, автор сценария
- Ehrgeiz (1998) — член команды FFVII
- Final Fantasy VIII (1999) — руководитель
- Final Fantasy X (2001) — главный руководитель, продюсер, супервайзер по сценарию
- Kingdom Hearts (2002) — сопродюсер
- Final Fantasy X-2 (2003) — продюсер, супервайзер по сценарию
- Before Crisis: Final Fantasy VII (2004) — продюсер
- Kingdom Hearts: Chain of Memories (2004) — продюсер
- Final Fantasy VII: Advent Children (2005) — продюсер
- Kingdom Hearts II (2005) — сопродюсер
- Dirge of Cerberus: Final Fantasy VII (2006) — продюсер
- Crisis Core: Final Fantasy VII (2007) — исполнительный продюсер, планирование игры
- Sigma Harmonics (2008) — продюсер
- Dissidia: Final Fantasy (2008) — продюсер
- The 3rd Birthday (2009) — продюсер
- Final Fantasy XIII (2010) — продюсер, дизайнер, супервайзер по сценарию
- Dissidia 012 Final Fantasy (2011) — особая благодарность
- Final Fantasy XIII-2 (2011/2012) — продюсер, супервайзер по сценарию
- Theatrhythm Final Fantasy (2012) — особая благодарность
- Lightning Returns: Final Fantasy XIII (2013) — продюсер, супервайзер по сценарию
- Final Fantasy XV — сопродюсер
- Final Fantasy VII Remake — продюсер